# Astroblepus prenadillus
Astroblepus prenadillus är en fiskart som först beskrevs av Valenciennes, 1840.  Astroblepus prenadillus ingår i släktet Astroblepus och familjen Astroblepidae. Inga underarter finns listade.